# 川井忠遠
川井 忠遠（かわい ただとお）は、戦国時代から江戸時代初期にかけての武将。佐竹氏の家臣。

## 生涯
佐竹領において陸奥国南部の最前線である赤館城城代であった。慶長5年（1600年）の関ヶ原の戦い後、慶長7年（1602年）に佐竹氏は常陸国から出羽国に移封されることとなり、忠遠は和田昭為と共に出羽への先遣隊として出発し、湊城を秋田実季から受け取っている。

### 川井事件
主君・佐竹義宣は、出羽久保田に入ると家中の改革を開始する。才知に長ける吏僚であった渋江政光や梅津憲忠・政景兄弟など浪人あがりの若手を重用したため、譜代の重臣の間には不満が広がっていた。
翌慶長8年（1603年）、家老・小貫頼久が死去すると、代わって忠遠が家老職に任じられた。しかし同時期、もう一人の家老の和田昭為も職を退き隠居すると、渋江政光を家老に抜擢するという人事案が持ち上がった。これを忠遠は「浪人として家老となり諸士の上に立つのは譜代に人なきに似たり」と言って憤慨し、同様に不満を爆発させた小泉籐四郎・野上刑部左衛門・小野玄蕃・大窪長介と共に政光の暗殺を企てた。この際、政光のみならず義宣をも暗殺せんと企てていたという説もある。
しかし企みは事前に漏れ、先手を打った義宣によって忠遠ら武断派は誘き出され、忠遠は横手城で、小泉は土崎湊で、野上は角館城で、大窪は湯沢城で、それぞれ殺害された。これが後に川井事件と呼ばれる一件である。なお小野玄蕃は、忠遠に同行して横手に滞在していたが、佐竹義重の嘆願により助命され、以後は六郷にて義重に一代限りで仕えた。

### 死後
忠遠の死後、義宣は政光の家老昇格を一時見送り、武断派でも吏僚派でもない向宣政を家老に任じた。政光は4年後の慶長12年（1607年）に家老へ就任した。
主君に背こうとして粛清されるという不名誉を負った忠遠は、川井家の系図から削除されており、残された伝は少ない。